# Globicephala
A Globicephala az emlősök (Mammalia) osztályának párosujjú patások (Artiodactyla) rendjébe, ezen belül a delfinfélék (Delphinidae) családjába tartozó nem.

## Rendszerezés
A nembe az alábbi 2 élő faj és 2 fosszilis faj tartozik:
- †Globicephala baereckeii - pleisztocén; Florida
- †Globicephala etruriae Pilleri, 1987 - pliocén; Olaszország[1]
- rövidszárnyú gömbölyűfejű-delfin (Globicephala macrorhynchus) J. E. Gray, 1846
- hosszúszárnyú gömbölyűfejű-delfin (Globicephala melas) (Traill, 1809)

## Előfordulásuk

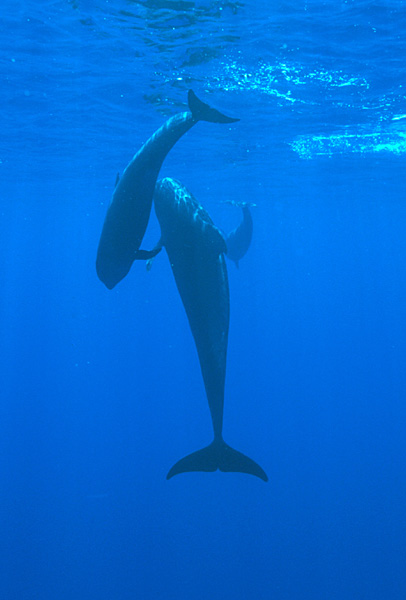
Rövidszárnyú gömbölyűfejű-delfinek Hawaii közelében

A Globicephala-fajok a legelterjedtebb és legközönségesebb cetek közé tartoznak.
A rövidszárnyú gömbölyűfejű-delfin elterjedési területe sokkal nagyobb. Az állat egyaránt megtalálható a trópusi és mérsékelt övi vizekben. Élőhelye az Atlanti-, Indiai- és Csendes-óceán és azok tengerei. Az Atlanti-óceán nyugati részén és délen a két faj elterjedési területe fedi egymást. A Csendes-óceán keleti részén körülbelül 150 000 rövidszárnyú gömbölyűfejű-delfin él, míg ugyanez az óceán nyugati részén és Japán partjainál körülbelül 30 000 állat van ugyanebből a fajból.
A hosszúszárnyú gömbölyűfejű-delfin inkább a hidegebb vizeket kedveli és két főbb állománya van. A nagyobbik állomány délen van, és körülbelül 200 000 állatból áll. A déli állatokat meg lehet figyelni Chile, Argentína, Dél-afrikai Köztársaság, Ausztrália és Új-Zéland partjainál. Az északi állomány sokkal kisebb és az Atlanti-óceán északi részén található meg, az Amerikai Egyesült Államokbeli Dél-Karolinától az Azori-szigetekig és Marokkóig; észak felé Új-Fundlandtól Grönlandig, Izlandig és Észak-Norvégiáig. A Földközi-tenger nyugati felében is megtalálható.
Mindkét faj a mélyvizeket kedveli.

## Megjelenésük

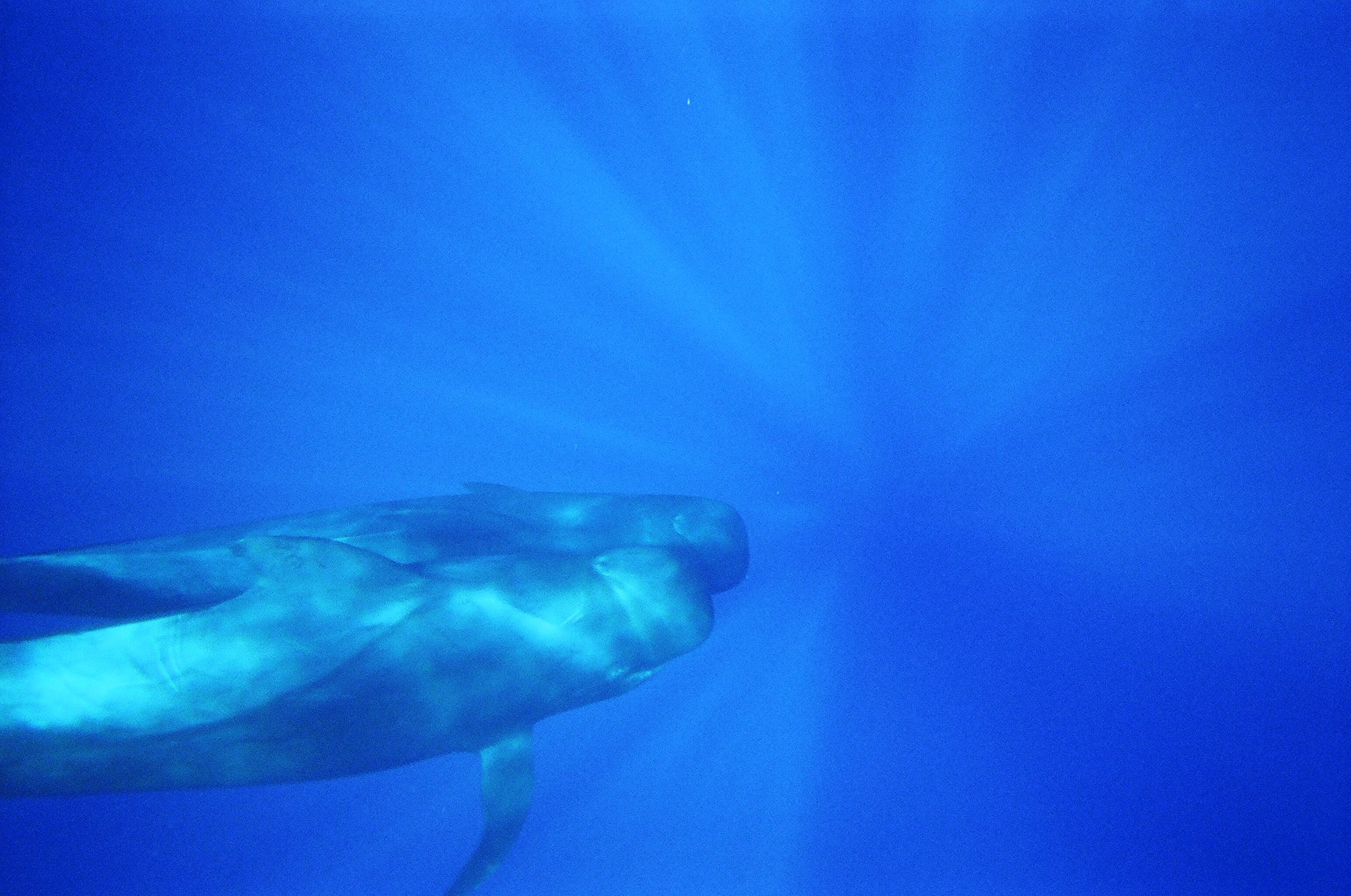
Hosszúszárnyú gömbölyűfejű-delfinek a Kanári-szigeteknél

A Globicephala-fajok feketék vagy sötétszürkék. A hátúszó eléggé elöl helyezkedik el, de a vége hátra hajlik. Az újszülött borjak hátúszója nagyon hajlékony és a háthoz simul, hogy megkönnyítse az ellést. E nembe tartozó cetek teste hosszú, de tömzsi; a farok tövénél, hirtelen összeszűkül.
A hímek kevésbé karcsúak, mint a nőstények. A két faj közti eltérések alig észrevehetőek, és egy laikus nem képes megkülönböztetni ha a tengeren találkozik velük. Egyes helyeken megtalálható, mind a két faj, ami megint nehezíti a megkülönböztetésüket. Ha szárazra vetődnek a fajokat meg lehet különböztetni az úszóik hosszúságáról, a fogak számáról és a koponya alakjáról. A rövidszárnyú gömbölyűfejű-delfin feje kerekebb, főleg az idős hímek esetében; a hosszúszárnyú gömbölyűfejű-delfin feje négyzetesebb alakú, és a homlok túl ér a szájon. A rövidszárnyú gömbölyűfejű-delfint John Edward Gray írta le, 1846-ban, de csak egy csontváz alapján. Gray úgy gondolta, hogy az állatnak nagy csőre volt, emiatt adta neki a macrorhynchus tudományos nevet. A macrorhynchus magyarul „nagy csőr”-t vagy „hosszú csőr”-t jelent.
Az újszülött borjak testtömege 100 kilogramm. A felnőtt hímek átlagos hossza 6,1 méter és átlagos testtömege 3 tonna. A kifejlett nőstények átlagos hossza 4,9 méter és átlagos testtömege 1,5 tonna. Mindkét fajnál a hímek általában 45, a nőstények 60 évet élnek.
Mindkét faj 10-30 fős csoportban jár, de néha a csoportok akár 100 vagy ennél is több állatból állhatnak. Az állatok nagyon aktívak és sokszor csapkodják a víz felszínét a farkukkal vagy ki-ki emelkednek a vízből „kémkedni”.
A Globicephala-fajok főleg kalmárokkal és tintahalakkal táplálkoznak, de néha halat is fogyasztanak. A többi delfinfélével ellentétben, ezeknek a fajoknak kevés foga van; csak 30-40 között, míg a palackorrú delfinnek (Tursiops truncatus) akár 120 foga is lehet. A kevés fog is arra következtet, hogy lábasfejűekkel táplálkoznak.

## Az emberrel való kapcsolatuk

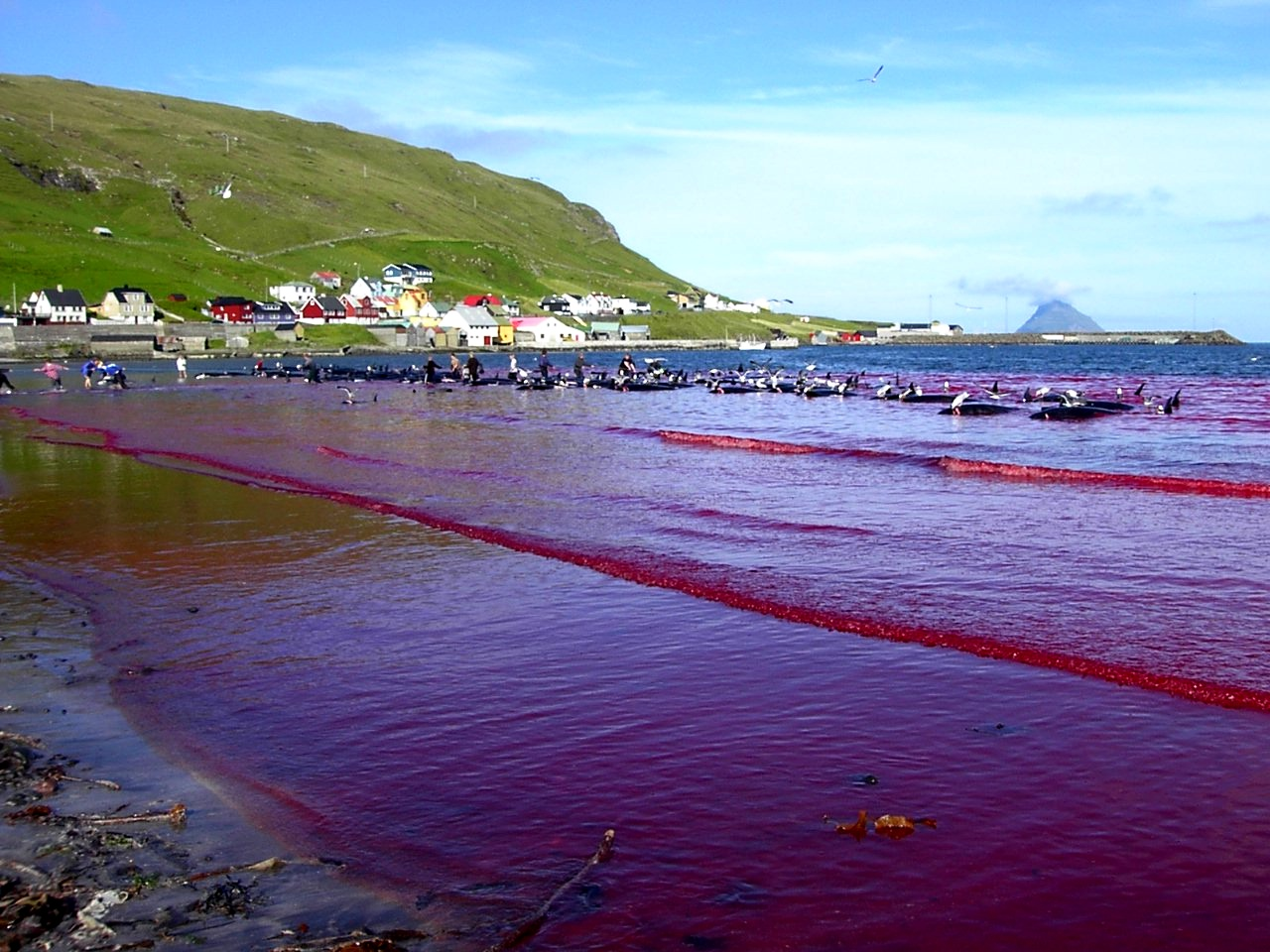
Vértől vörösre festett öböl Hvalba közelében

A cetvadászatot Feröeren legalább a 10. század óta űzik. A vadászatot a feröeri hatóságok szabályozzák. A Nemzetközi Bálnavadászati Bizottság (International Whaling Commission, IWC) nem hagyja jóvá, vitatott azonban, hogy a bizottság hatásköre kiterjed-e a kisebb cetekre. Évente mintegy 950 hosszúszárnyú gömbölyűfejű-delfin esik áldozatul a vadászatnak, főként a nyári időszakban.
A rövidszárnyú gömbölyűfejű-delfint már több száz éve vadásszák Japánban. Az 1980-as évek közepén, Japán évente 2300 ilyen állatot ölt meg. Az 1990-es években ez a szám évi 400-ra csökkent. A Kis-Antillákon és Srí Lankán még mindig elterjedt a szigonyozásuk. Mivel a hatóságok, ezeken a helyeken nem törődnek a cetvadászat felügyelésével, nem ismert az évi leölt cetek száma, és hogy milyen mértékben befolyásolja ez a helyi állományokat.
Mindezeken kívül, sok egyed mindkét fajból belegabalyodik a halászhálókba és a horgokkal ellátott több kilométeres zsinórokba, amelyekkel kardhalakat (Xiphias gladius) halásznak.

### Fordítás
- Ez a szócikk részben vagy egészben  a   Pilot whale című angol Wikipédia-szócikk ezen változatának fordításán alapul.  Az eredeti cikk szerkesztőit annak laptörténete sorolja fel. Ez a jelzés csupán a megfogalmazás eredetét és a szerzői jogokat jelzi, nem szolgál a cikkben szereplő információk forrásmegjelöléseként.